# Marcello Mimmi
Marcello Mimmi (Castel San Pietro Terme, 18 de julio de 1882 – Roma, 6 de marzo de 1961) fue un cardenal y arzobispo católico italiano.

## Biografía

### Origen
Nacido en Poggio Piccolo de Castel San Pietro el 18 de julio de 1882.

### Sacerdocio
Ordenado sacerdote en Bolonia el 23 de diciembre de 1905, fue asignado a la parroquia de San Martino. Durante la Primera Guerra Mundial, en julio de 1916 vistió el uniforme militar y fue asignado a Servigliano, para atender a la asistencia espiritual de los prisioneros de guerra. Egresado del ejército, en enero de 1919 fue nombrado por el papa Benedicto XV rector del seminario interdiocesano para Emilia y Romaña.

### Episcopado
Nombrado obispo de Crema el de 30 de junio de 1930, recibió la ordinación episcopal el 25 de julio de 1930 de parte del cardenal Giovanni Battista Nasalli Rocca di Corneliano (como co-consagrantes estaban los obispos Ettore Lodi y Giovanni Franzini). Se mereció el apelativo d "obispo de los pobres", por su particular sensibilidad demostrada hacia los menos favorecidos.
El 31 de julio de 1933 fue nombrado arzobispo de Bari y Canosa. Dejando Crema, donó a los pobres su propio anillo episcopal.
Durante los veinte años de episcopado en Bari, aumentó el número de parroquias, intensificó la asistencia moral y la instrucción religiosa de la población, desarrolló corsos misioneros, convocó congresos eucarísticos y semanas para jóvenes, para mujeres y para hombres. Partidario convencido de la acción ecuménica de la Iglesia, hospedó en Bari la semana "Pro Oriente cristiano", por lo que fue nombrado vicepresidente de la Acción Católica Italiana para el Oriente cristiano.
Durante la Fiera del Levante de 1935, hospedó la XIII Semana de estudios misioneros. Promovió la fundación del patrocinio de las Asociaciones Cristianas de Trabajadores Italianos (ACLI), de la Obra Nacional de Asistencia Religiosa y Moral a Obreros (ONARMO), de los Organismos y organizaciones italianas con fines asistenciales (ACAI), del Centro Italiano Femenino (CIF) y de otras instituciones de carácter social y de bienestar. Fue muy allegado a la actividad de la Federación Universitaria Católica Italiana (FUCI).
El 30 de agosto de 1952 fue nombrado arzobispo de Nápoles.

### Cardenalato
El papa Pío XII lo elevó al rango de cardenal en el consistorio del 12 de enero de 1953.
El 15 de diciembre de 1957 fue llamado a regir la Sagrada congregación consistorial. El 9 de junio de 1958 fue nombrado cardenal obispo de Sabina-Poggio Mirteto con el obispo auxiliar Jolando Nuzzi.
Participó en el cónclave de 1958 que eligió al papa Juan XXIII.

### Fallecimiento
Murió el 6 de marzo de 1961 a la edad de 78 años.
Sus restos reposan en la concatedral de Magliano Sabina.

## Condecoraciones
- Caballero gran cruz de la Orden de Isabel la Católica (Estado español, 1960).